# Lerista maculosa
Espèce
Lerista maculosa est une espèce de sauriens de la famille des Scincidae.

## Répartition
Cette espèce est endémique d'Australie-Occidentale en Australie.

## Publication originale
- Storr, 1991 : Four new members of the Lerista nichollsi complex (Lacertilia: Scincidae). Records of the Western Australian Museum, vol. 15, no 1, p. 139-147 (texte intégral).